# Chil Rajchman
Chil Meyer Rajchman (14 de junio de 1914, Lodz, Polonia-7 de mayo de 2004, Montevideo, Uruguay) fue un escritor judío polaco nacionalizado uruguayo que sobrevivió al Holocausto después de escapar del campo de concentración de Treblinka en Polonia. Rajchman formó parte del grupo de prisioneros que organizaron y sobrevivieron a la revuelta de Treblinka y a la persecución posterior, se trató de la única revuelta de prisioneros exitosa en un campo de concentración nazi, la misma resultó en el cierre del campo en octubre de 1943. Sus memorias fueron publicadas en su libro El último judío de Treblinka: Una memoria traducida a varios idiomas.

## Biografía
Chil Rajchman nació en la ciudad de Lodz, Polonia el 14 de junio de 1914, pertenecía a una familia judía conformada por su padre viudo y seis hermanos. Después de la invasión de Polonia por la Alemania nazi, él y su familia fueron internados en el gueto judío de Varsovia para luego ser deportados al campo de exterminio de Treblinka. 
El 2 de agosto de 1943, durante levantamiento de Treblinka, Chil logra escapar y regresar a Varsovia, durante aquel período, se une al Partido Socialista Polaco de extrema izquierda y a la resistencia clandestina. Fue en aquel contexto donde escribe un minucioso y detallado relato de hechos del campo.
Al finalizar la Segunda Guerra Mundial se radica en Montevideo, Uruguay donde desarrolla su actividad como emprendedor. Fue uno de los constructores del Edificio Liberaij, famoso por un gran tiroteo policial en 1964.
Fallece en Montevideo el 7 de mayo de 2004.Es abuelo de la cantante y presentadora uruguaya Camila Rajchman.

## El último judío de Treblinka: una memoria
Las memorias de Treblinka de Rajchman, escritas en yidis mientras estaba en Varsovia, fueron traducidas y publicadas por primera vez en Francia, Alemania y Estados Unidos cinco años después de su muerte, en 2009. Su obra es valorada, dado que es uno de los pocos sobrevivientes de dicho campo de exterminio.

## Documental
Chil Rajchman brinda su testimonio en el documental uruguayo A pesar de Treblinka, junto con Kalman Taigman y Samuel Willenberg de Jerusalén. La película se terminó en 2002 y se presentó en el 24° Festival Internacional de Nuevo Cine Latinoamericano en La Habana, Cuba.

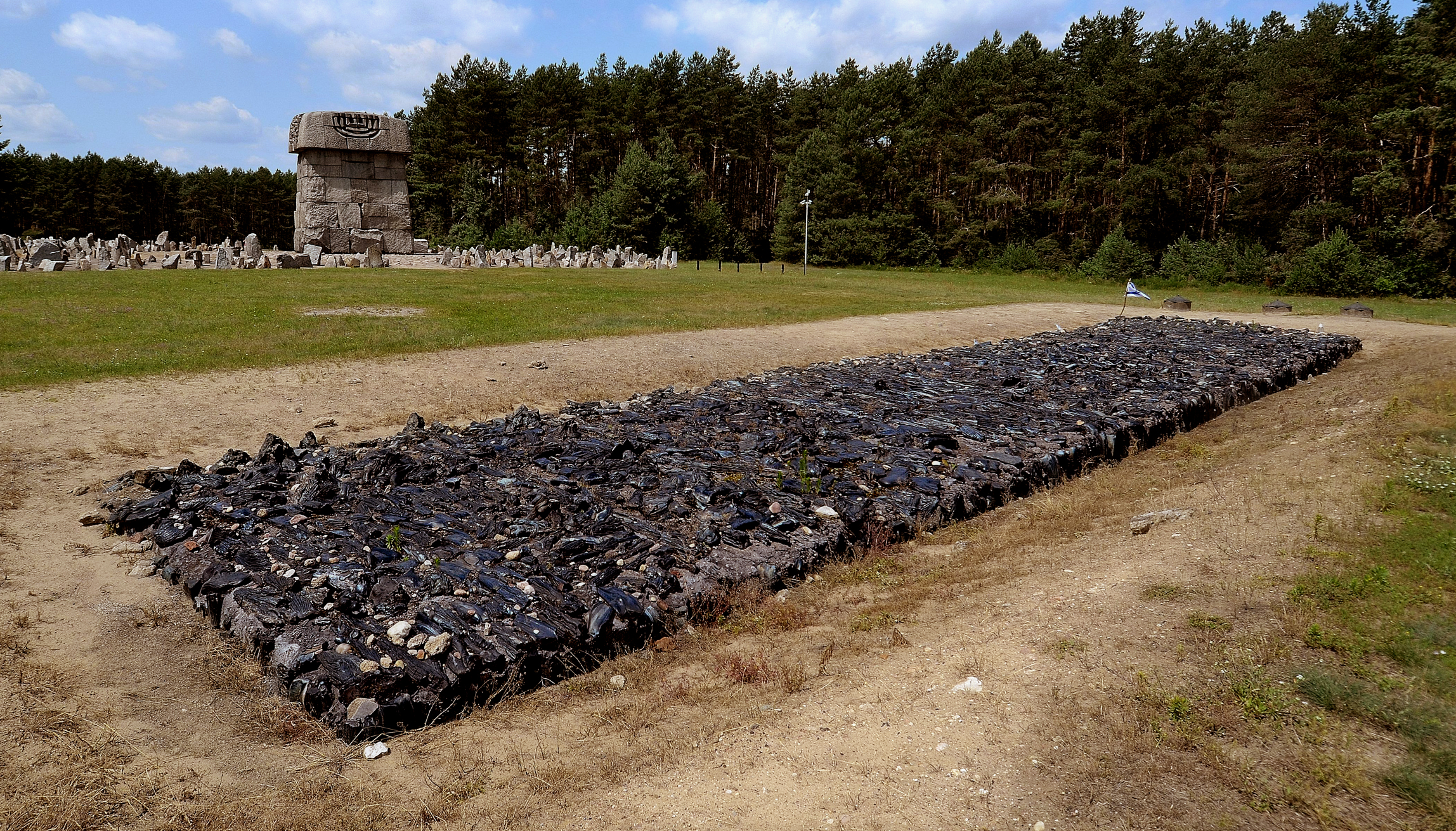
Monumento de piedra en el museo de Treblinka, parecido al pozo de cremación original donde se quemaron los cuerpos. Es una lápida plana construida con basalto negro triturado y cementado que simboliza el carbón quemado. Las cenizas humanas reales mezcladas con arena se extienden por más de 22,000 metros cuadrados.